# Manoyoï
Manoyoï  est un village de la région du Centre du Cameroun. Il est localisé dans l'arrondissement (commune) de Messondo. On y accède par la piste rurale qui lie Hegba à Nkoumisé.

## Population et société
En 1962, la population de Manoyoï était de 181 habitants. Manoyoï comptait 52 habitants lors du dernier recensement de 2005. La population est constituée pour l’essentiel de Bassa.